# Rien Derks
Rien Derks (Diessen, 21 juli 1950) is een Nederlandse beeldhouwer, bekend om zijn naakten en bustes.

## Biografie
Derks volgde de Academie voor Beeldende Vorming Tilburg en ging daarna naar de Jan van Eyck Academie in Maastricht, waar hij les kreeg van Arthur Spronken in het beeldhouwen. Na 1979 werkte hij als docent ruimtelijke vormgeving aan de Academie Industriële Vormgeving Eindhoven, waarna hij tevens docent beeldhouwen was aan de Hogeschool voor de Kunsten Utrecht. Zijn beeldhouwwerken ontstonden voornamelijk in deze periode, alhoewel hij in 1975 al een ontwerp met eindeloze herhaling had gemaakt, genaamd Dodecaëder, gevormd in staal.
Hij is bovenal bekend om zijn naakten en bustes in brons, welke hij op een sierlijke, figuratieve manier vormgeeft. Werkend vanuit Maasniel (Roermond) creëerde Derks ook een enorm beeld Pandora volgens de cire-perdue-methode voor De Nederlandsche Bank in Breda. Daaraan werkte hij vijf jaar. Op Middelheim 82, Beeldhouwkunst uit het Zuiden van Nederland, toonde hij zijn beelden en "(...) de beelden van Rien Derks en Arthur Spronken tonen (...) duidelijk de verbondenheid met de klassieke oudheid."

## Beelden (selectie)
- 1980 - Man en vrouw, Kerkrade
- 1982 - Dubio Gouvernement, Maastricht
- 1982 - Dageraad Gouvernement, Maastricht
- 1982 - Vrouwelijk naakt, Helmond
- 1982 - Vrouwelijk naakt 2, Helmond
- 1984 - Pandora, Breda
- 1989 - Liggend naakt of Die Unvollendete, Kerkrade

## Presentaties
- 1982 - Middelheim Beeldhouwkunst uit het Zuiden van Nederland
- 1983 - Trajecta Maastricht
- 1985 - Kerkrade beeldenstad